# Mohamed Mahmoud (calciatore)
Mohamed Mahmoud (in arabo محمد محمود‎?; 7 maggio 1998) è un calciatore egiziano, centrocampista del Future.

## Caratteristiche tecniche
Mahmoud è un mediano di centrocampo, preciso nel servire la sfera ai compagni di squadra.

## Carriera

### Club
Muove i suoi primi passi nelle giovanili del Wadi Degla. Esordisce in prima squadra il 28 dicembre 2016 contro l'Aswan, subentrando al 56' al posto di Samuel Afum. Il 1º dicembre 2018 l'Al-Ahly ne annuncia l'ingaggio fino al 2023. Esordisce con l'Al-Ahly il 4 gennaio 2019 contro il Pyramids, sostituendo Hesham Mohamed al 73'. L'8 gennaio si infortuna contro lo Smouha; gli esami strumentali hanno diagnosticato la rottura del legamento crociato anteriore del ginocchio destro, infortunio che gli fa chiudere la stagione con largo anticipo. Il 23 ottobre 2019, durante una sessione di allenamento, riporta la rottura del legamento crociato anteriore del ginocchio sinistro.
Il 10 gennaio 2023 passa in prestito all'Al-Ittihad Alessandria.

### Nazionale
Esordisce in nazionale il 16 ottobre 2018 contro lo Swaziland, in un incontro di qualificazione alla Coppa d'Africa 2019, subentrando al 71' al posto di Marwan Mohsen.

## Statistiche

### Presenze e reti nei club
Statistiche aggiornate al 30 agosto 2022.
| Stagione          | Squadra                | Campionato        | Campionato | Campionato | Coppe nazionali | Coppe nazionali | Coppe nazionali | Coppe continentali | Coppe continentali | Coppe continentali | Altre coppe | Altre coppe | Altre coppe | Totale | Totale |
| Stagione          | Squadra                | Comp              | Pres       | Reti       | Comp            | Pres            | Reti            | Comp               | Pres               | Reti               | Comp        | Pres        | Reti        | Pres   | Reti   |
| ----------------- | ---------------------- | ----------------- | ---------- | ---------- | --------------- | --------------- | --------------- | ------------------ | ------------------ | ------------------ | ----------- | ----------- | ----------- | ------ | ------ |
| 2016-2017         | Wadi Degla             | PL                | 6          | 0          | CE              | 1               | 0               | -                  | -                  | -                  | -           | -           | -           | 7      | 0      |
| 2017-2018         | Wadi Degla             | PL                | 4          | 0          | CE              | 0               | 0               | -                  | -                  | -                  | -           | -           | -           | 4      | 0      |
| 2018-gen. 2019    | Wadi Degla             | PL                | 16         | 3          | CE              | 1               | 1               | -                  | -                  | -                  | -           | -           | -           | 17     | 4      |
| Totale Wadi Degla | Totale Wadi Degla      | Totale Wadi Degla | 26         | 3          |                 | 2               | 1               |                    | -                  | -                  |             | -           | -           | 28     | 4      |
| gen.-giu. 2019    | Al-Ahly                | PL                | 2          | 0          | CE              | 0               | 0               | CCL                | 0                  | 0                  | SE          | 0           | 0           | 2      | 0      |
| 2019-2020         | Al-Ahly                | PL                | 0          | 0          | CE              | 0               | 0               | CCL                | 0                  | 0                  | SE          | 0           | 0           | 0      | 0      |
| 2020-2021         | Al-Ahly                | PL                | 0          | 0          | CE              | 1               | 0               | CCL                | 0                  | 0                  | SE+SA+Cmc   | 0           | 0           | 1      | 0      |
| 2021-2022         | Al-Ahly                | PL                | 10         | 1          | CE              | 2               | 0               | CCL                | 1                  | 0                  | SE+SA+Cmc   | 0           | 0           | 13     | 1      |
| 2022-gen. 2023    | Al-Ahly                | PL                | 0          | 0          | CE              | 0               | 0               | CCL                | 0                  | 0                  | Cmc         | 0           | 0           | 0      | 0      |
| Totale Al-Ahly    | Totale Al-Ahly         | Totale Al-Ahly    | 12         | 1          |                 | 3               | 0               |                    | 1                  | 0                  |             | 0           | 0           | 16     | 1      |
| gen.-giu. 2023    | Al-Ittihad Alessandria | PL                | 0          | 0          | CE              | 0               | 0               | -                  | -                  | -                  | -           | -           | -           | 0      | 0      |
| Totale carriera   | Totale carriera        | Totale carriera   | 38         | 4          |                 | 5               | 1               |                    | 1                  | 0                  |             | 0           | 0           | 44     | 5      |

### Cronologia presenze e reti in nazionale
| Cronologia completa delle presenze e delle reti in nazionale ― Egitto | Cronologia completa delle presenze e delle reti in nazionale ― Egitto | Cronologia completa delle presenze e delle reti in nazionale ― Egitto | Cronologia completa delle presenze e delle reti in nazionale ― Egitto | Cronologia completa delle presenze e delle reti in nazionale ― Egitto | Cronologia completa delle presenze e delle reti in nazionale ― Egitto | Cronologia completa delle presenze e delle reti in nazionale ― Egitto | Cronologia completa delle presenze e delle reti in nazionale ― Egitto |
| Data                                                                  | Città                                                                 | In casa                                                               | Risultato                                                             | Ospiti                                                                | Competizione                                                          | Reti                                                                  | Note                                                                  |
| --------------------------------------------------------------------- | --------------------------------------------------------------------- | --------------------------------------------------------------------- | --------------------------------------------------------------------- | --------------------------------------------------------------------- | --------------------------------------------------------------------- | --------------------------------------------------------------------- | --------------------------------------------------------------------- |
| 16-10-2018                                                            | Manzini                                                               | eSwatini                                                              | 0 – 2                                                                 | Egitto                                                                | Qual. Coppa d'Africa 2019                                             | -                                                                     | 71’                                                                   |
| 16-11-2018                                                            | Alessandria d'Egitto                                                  | Egitto                                                                | 3 – 2                                                                 | Tunisia                                                               | Qual. Coppa d'Africa 2019                                             | -                                                                     | 75’                                                                   |
| Totale                                                                |                                                                       | Presenze                                                              | 2                                                                     |                                                                       | Reti                                                                  | 0                                                                     |                                                                       |

## Palmarès

### Club

#### Competizioni nazionali
- Campionato egiziano: 2

Al-Ahly: 2018-2019, 2019-2020
- Supercoppa d'Egitto: 2

Al-Ahly: 2018, 2021
- Coppa d'Egitto: 1

Al-Ahly: 2019-2020

#### Competizioni internazionali
- CAF Champions League: 2

Al-Ahly: 2019-2020, 2020-2021
- Supercoppa CAF: 2

Al-Ahly: 2020, 2021